# Phaedra (2005)
Phaedra (2005) is een album van de Duitse groep Tangerine Dream. Het origineel is een album van dezelfde band uit 1974. Destijds werden toetsenisten nogal geplaagd door de nukken van de primitieve muziekinstrumenten op elektronisch gebied; denk aan de Mellotron en de eerste versie van de Moog. In 2005 vond Edgar Froese het kennelijk tijd dat hij het album opnieuw opnam, maar dan met de moderne instrumenten. Tevens heeft hij de muziek ook wat gemoderniseerd. Charme van de eerste albums van Tangerine Dream was vaak de nogal stoffig aandoende opnamen en de tegenslagen bij de opname van de muziek. Dit is bij dit album niet meer het geval.

De muziek klinkt stukken frisser. Dat Froese het nodig vond om ook wat extra rimte in de traks te stoppen zorgt ervoor dat de muziek ontzettend druk klinkt, terwijl het origineel album juist loom klonk.

## Musici
- Edgar Froese - elektonica;
- Thorsten Quaeschning - dwarsfluit.

## Muziek
| Nr. | Titel                                                     | Duur |
| --- | --------------------------------------------------------- | ---- |
| 1.  | Phaedra (Franke, Froese, Baumann)                         |      |
| 2.  | Mysterious Semblance at the Strand of Nightmares (Froese) |      |
| 3.  | Movements of a Visionary (Franke, Froese, Baumann)        |      |
| 4.  | Sequent C'                                                |      |
| 5.  | Delfi                                                     |      |

Froese was kennelijk ongeduldidiger; de tracks op het originele album leverden een tijd op van ca 37 minuten. Nu moet er nog een bonustrack van meer dan 5 minuten aan te pas komen om het totaal op 38 minuten te krijgen; ook de bonustrack klinkt gehaast. Tijdens de intro van track (2) zijn weer mellotrons te horen; niet duidelijk is of dat het originele instrument is of dat het geluid is gesampled, waarschijnlijk het laatste aangezien het ook hier scherp klinkt.

## Trivia
- het album is opgenomen in de East Gate Studios in Wenen;
- er kwam nog een derde versie van Phaedra, in dit geval een live-uitvoering, zie Phaedra Live.